# William H. Seward

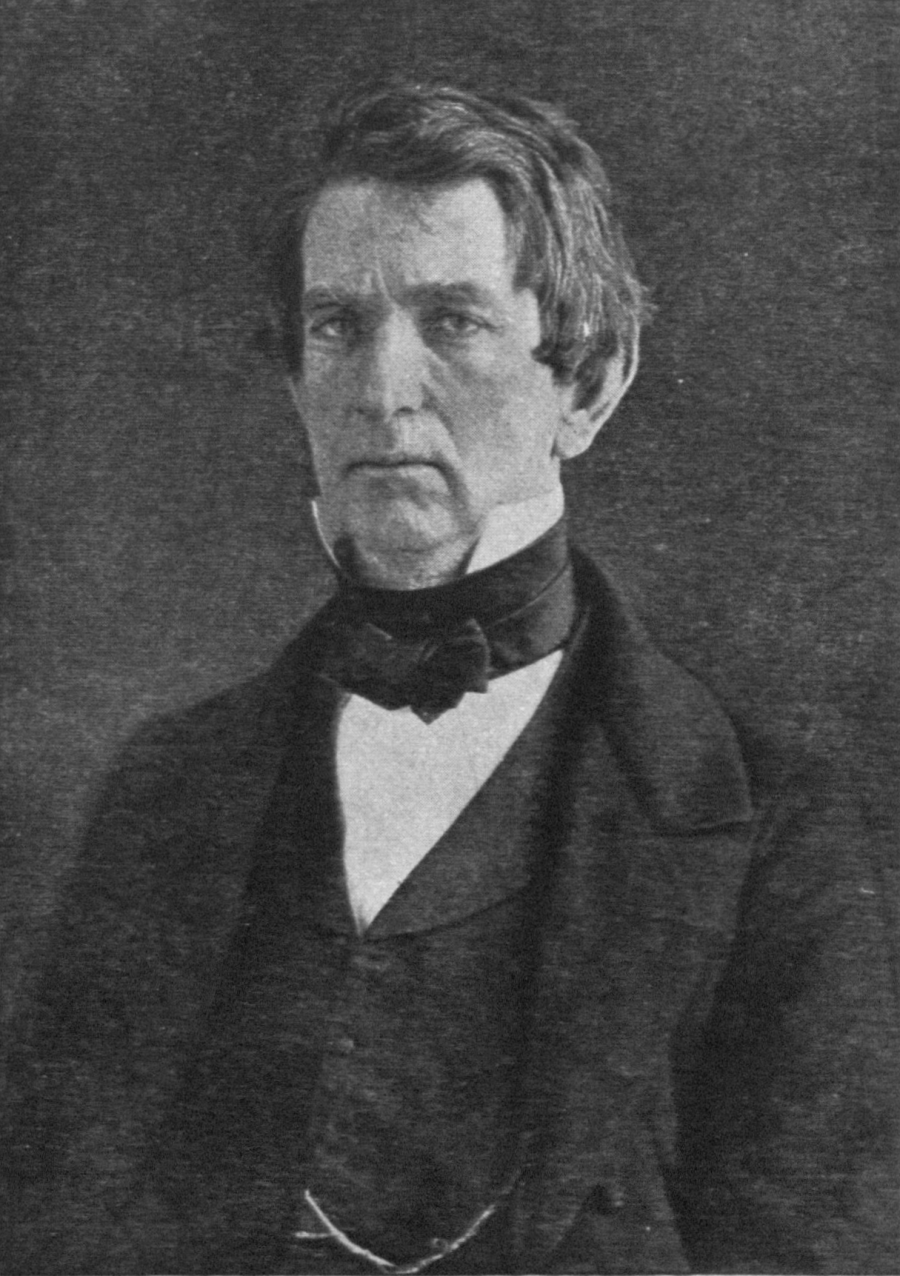
Seward el 1851

William Henry Seward (16 de maig de 1801-10 d'octubre de 1872) va ser un polític i advocat nord-americà que va ser Governador de Nova York, Secretari d'Estat i precandidat presidencial del Partit Republicà.
Seward va néixer el 16 de maig de 1801 a Florida, al Comtat d'Orange, a l'Estat de Nova York i era un dels cinc fills de Samuel Sweezy Seward i la seva esposa Mary Jennings Seward. El pare de Seward era un metge pròsper i un home de negocis, i va ser el fundador de l'Institut SS Seward, avui una escola secundària.
Seward es va exercir com a president de l'Institut SS Seward després de la mort del seu pare, fins i tot mentre s'exercia com a Secretari d'Estat.
Seward va estudiar dret en el Union College, on es va graduar el 1820 amb alts honors, i com a membre de Phi Beta Kappa. Va ser admès a la Barra d'Advocats (equivalent nord-americà a un Gremi o Col·legi d'Advocats) de Nova York el 1821. En aquest mateix any, va conèixer a Frances Adeline Miller, una companya de classe de la seva germana Cornelia en l'Emma Willard's Troy Female Seminary i filla del jutge Elijah Miller, d'Auburn. El 1823, es va traslladar a Auburn, on es va associar amb el jutge Miller i junts van fundar el bufet Miller & Seward. La signatura, Miller & Seward, es fusionaria amb la signatura de Nova York, Blatchford i Clizbe, en 1854 per formar Blatchford, Seward & Griswold, el predecessor de la signatura d'advocats, Cravath, Swaine & Moore. El 1824 Seward es va casar amb Frances Miller; tindrien cinc fills i filles.

## Inicis en la política. Governador de Nova York
Seward va entrar a la política amb l'ajuda del seu amic Thurlow Weed, a qui havia conegut per casualitat després d'un accident de diligència. Seward va ser elegit senador del Senat de l'Estat de Nova York, la Cambra alta de la Legislatura de l'Estat de Nova York (Assemblea Legislativa estatal) pel 7° districte senatorial estatal; Seward va ser triat per a aquest escó quatre períodes o legislatures consecutives entre 1831 i 1834 com a candidat del Partit Antimasónico.
El 1834, Seward va ser el candidat del Partit Whig dels Estats Units per a Governador de l'Estat de Nova York; en les eleccions celebrades el 3 de novembre de 1834 Seward va perdre en obtenir 168.969 vots populars equivalents al 48,16% del total dels sufragis, enfront de 181.905 vots populars equivalents al 51,84% que va obtenir el governador titular i aspirant a la reelecció, William L. Marcy, del Partit Demòcrata dels Estats Units.
De 1836 a 1838 Seward es va dedicar al negoci d'agent immobiliari representant a un grup d'inversors que havien comprat 3 milions d'acres (12.000 km²) de terres a l'oest de Nova York de la Holland Land Company (Companyia de Terres Holanda). Ell va traslladar l'oficina de terres a Westfield, Nova York, on ell va tenir èxit reduint les tensions entre els inversors i els propietaris de terres locals.
En 1838 Seward va tornar a ser candidat a governador del Partit Whig; en els comicis celebrats del 5 de novembre al 7 de novembre d'aquest any, Seward va aconseguir la seva revenja en guanyar-li l'elecció al mateix governador demòcrata Marcy que ho havia derrotat quatre anys abans. En aquesta ocasió Seward va obtenir 192.882 vots populars equivalents al 51,39% del total dels sufragis, enfront dels 182.461 vots populars equivalents al 48,61% que va obtenir el seu rival Marcy. Seward va prendre possessió del càrrec de governador de Nova York l'1 de gener de 1839. La victòria de Seward i el seu ascens en poder van significar la fi de la "Regència de Albany", un grup de polítics que havien dominat la política i els governs de l'Estat de Nova York entre 1822 i 1838; Seward no només els va desallotjar del poder en derrotar el seu últim representant en la gobernatura, Marcy, sinó que amb les reformes radicals que va impulsar va contribuir a eliminar la seva influència.
Seward va ser reelegit com a governador en les eleccions celebrades del 2 de novembre al 4 de novembre de 1840 (en aquella època el període constitucional de govern dels governadors de Nova York era de dos anys); Seward va obtenir 222.011 vots populars equivalents al 50,29% del total dels sufragis, enfront dels 216.808 vots populars equivalents al 49,11% que va obtenir el candidat del Partit Demòcrata, William C. Bouck (també va haver-hi un tercer candidat que va obtenir una xifra ínfima de vots). D'aquesta manera Seward va ser governador fins a l'1 de gener de 1843 (ja que no va ser candidat el 1842).
Durant la seva gestió com a governador Seward va promoure polítiques progressistes, entre elles la reforma penitenciària i l'augment de la despesa en educació. Ell va donar suport al finançament estatal per a les escoles dels immigrants explotats pel seu propi clergat, i l'ensenyament en la seva llengua materna. Aquest suport, que incloïa a escoles catòliques parroquials, es va tornar en contra seva en els anys 50 d'aquest segle quan els sentiments anti-catòlics eren molt forts, especialment entre els ex-whigs del futur Partit Republicà.

## Seward Senador
En les eleccions presidencials de 1848 Seward va fer campanya pel candidat presidencial del Partit Whig, el general Zachary Taylor, a pesar que aquest era propietari d'esclaus i Seward era un fort opositor a l'esclavitud. Taylor va guanyar l'elecció i es va convertir en President dels Estats Units.
Paral·lelament Seward, com a candidat del Partit Whig, era triat per la Legislatura de l'Estat de Nova York com un dels dos senadors de l'Estat de Nova York en el Senat dels Estats Units; Seward va prendre possessió del seu escó el 4 de març de 1849. Posteriorment va ser reelegit per a un segon mandat com a senador, que va començar el 4 de març de 1855, per la qual cosa es va mantenir en el Senat del Congrés dels Estats Units fins al 4 de març de 1861.
Com a senador Seward es va destacar per la seva forta lluita contra el "Poder Esclau"; és a dir, la conspiració de la classe política dels estats del Sud dels Estats Units, defensora de l'esclavitud, per apoderar-se del poder en la nació i garantir la permanència i extensió de la institució de l'esclavitud. Seward es va convertir en el líder del sector dels "whigs de consciència", la facció anti-esclavista dins del Partit Whig; i com tal es va oposar a l'Acord de 1850 i es creu que va animar al president Taylor a rebutjar-ho.
Seward reconeixia que sota la Constitució dels Estats Units l'esclavitud era legal en aquell moment, però negava que la mateixa reconegués o protegís la institució de l'esclavitud com a tal; a més en un cèlebre comentari en 1850, ell va dir que hi havia una llei superior a la Constitució que condemnava l'esclavitud.

## Secretari d'Estat
Fou nomenat Secretari d'Estat per Abraham Lincoln i va romandre en el càrrec després del seu asassinat, i renovat per Andrew Johnson. Va negociar amb l'Imperi Rus la Compra d'Alaska en 1867. Gràcies a aquesta adquisició el territori dels Estats Units augmentà en 1.518,800 km² més. Al principi Alaska es va organitzar com un Departament i successivament com a Districte, Territori i finalment, el 1959, com un dels estats dels Estats Units.